# Wolfställen
Das Landschaftsschutzgebiet Wolfställen liegt in der Gemeinde Oberriexingen im Landkreis Ludwigsburg in Baden-Württemberg. Das 2005 verordnete Schutzgebiet erstreckt sich über eine Länge von rund einen Kilometer nördlich von Oberriexingen auf einer Fläche von 14,6 ha. An der breitesten Stelle betragen die Ausmaße des LSG rund 270 m.
Das Gebiet ist geprägt von traditionellen Streuobstwiesen, zahlreichen Trockenmauern sowie Rainen, Feldgehölzen und Hecken.  Diese Belebung der ansonsten gehölzarmen Landschaft sollte durch die Verordnung als Schutzgebiet erhalten bleiben. Zudem bietet das Gebiet eine Umgebungsschutz-, Puffer- und Vernetzungsfunktion für die im Gebiet enthaltenen Biotope bestehend aus Feldgehölzen und -hecken sowie den zwei flächenhaften Naturdenkmalen Wolfstall-Heide und Feldgehölz "Bruch".